# Пойга и лиса
«Пойга и лиса» — советский мультипликационный фильм 1978 года.
По мотивам сказки Бориса Шергина.

## Сюжет мультфильма
Вариант сказки «Кот в сапогах», только вместо кота юноше помогает лиса.
В давние времена жил Пойга-охотник в северном краю земли русской. Вернулся он как-то с охоты, а край родной захватила сила злодейская чужеземная и принялась жечь и грабить. В ужасе ушёл Пойга в лес. И лишь встреча у речки с девицей-красой вернула ему желание жить. А с помощью хитрой лисы сумел Пойга посвататься к девице-красе, а затем прогнать захватчиков из края родного.

## Создатели
| автор сценария             | Владимир Голованов |
| режиссёр                   | Наталия Голованова |
| художник-постановщик       | Макс Жеребчевский |
| композитор                 | Николай Сидельников |
| оператор                   | Борис Котов |
| звукооператор              | Борис Фильчиков |
| художники-мультипликаторы: | Александр Мазаев, Виолетта Колесникова, Владимир Пальчиков, Наталия Барковская, Анатолий Абаренов, Владимир Зарубин, Татьяна Фадеева, Лев Рябинин |
| ассистенты:                | Лидия Никитина, Валентина Гилярова, Ольга Исакова, Майя Попова                                                                                    |
| монтажёр                   | Изабелла Герасимова |
| художники:                 | Анна Атаманова, Ирина Троянова, Пётр Коробаев, Дмитрий Анпилов, Сергей Маракасов                                                                  |
| текст читает:              | Иван Рыжов |
| редактор                   | Татьяна Папорова |
| директор картины           | Любовь Бутырина |

## Переиздания на DVD
Мультфильм неоднократно переиздавался на DVD в сборниках мультфильмов:
- «Лиса Патрикеевна», дистрибьютор «Союз», мультфильмы на диске:

«Лиса Патрикеевна» (1982), «Лиса-строитель» (1950), «Крашеный лис» (1953),

«Лиса и волк» (1958), «Лиса и заяц» (1973), «Хвосты» (1966), 

«Ворона и лисица, кукушка и петух» (1953), «Пойга и лиса» (1978). (Источник — Аниматор.ру)